# Elaeocarpus rugosus
Elaeocarpus rugosus är en tvåhjärtbladig växtart som beskrevs av William Roxburgh och George Don jr. Elaeocarpus rugosus ingår i släktet Elaeocarpus och familjen Elaeocarpaceae. Inga underarter finns listade i Catalogue of Life.